# Боєздатність
Боєзда́тність або Бойова́ зда́тність (рос. Боеспособность, англ. Fighting efficiency; нім. Kampffähigkeit) — це визначений стан здатності військ (авіації, сил флоту) вести бойові дії, виконувати бойові завдання. Є визначальним елементом бойової готовності військ і найважливішою умовою досягнення перемоги.

## Визначення
Бойова здатність залежить від укомплектованості частин і з'єднань, характеру і напруженості бойових дій, втрат і можливості їх швидкого поповнення, підготовленості особового складу, забезпеченості матеріальними засобами і іншими умовами.
Особливо високі вимоги до бойової здатності військ виникли у зв'язку з оснащенням їх зброєю масового ураження і високоточною зброєю. В залежності від ступеня впливу зброї противника боєздатність частини, з'єднання може бути втрачена частково або повністю. При цьому вважається, що частина або з'єднання частково втрачають бойову здатність при втратах в особовому складі і бойовій техніці до 50—60% і збереженні управління; порушення управління військами та виході з ладу більше 50—60% сил і засобів приводять до повної втрати боєздатності.
Від командирів і штабів всіх ступенів потрібне уміння організовано, в стислі терміни проводити заходи щодо відновлення боєздатності.